# こも巻き

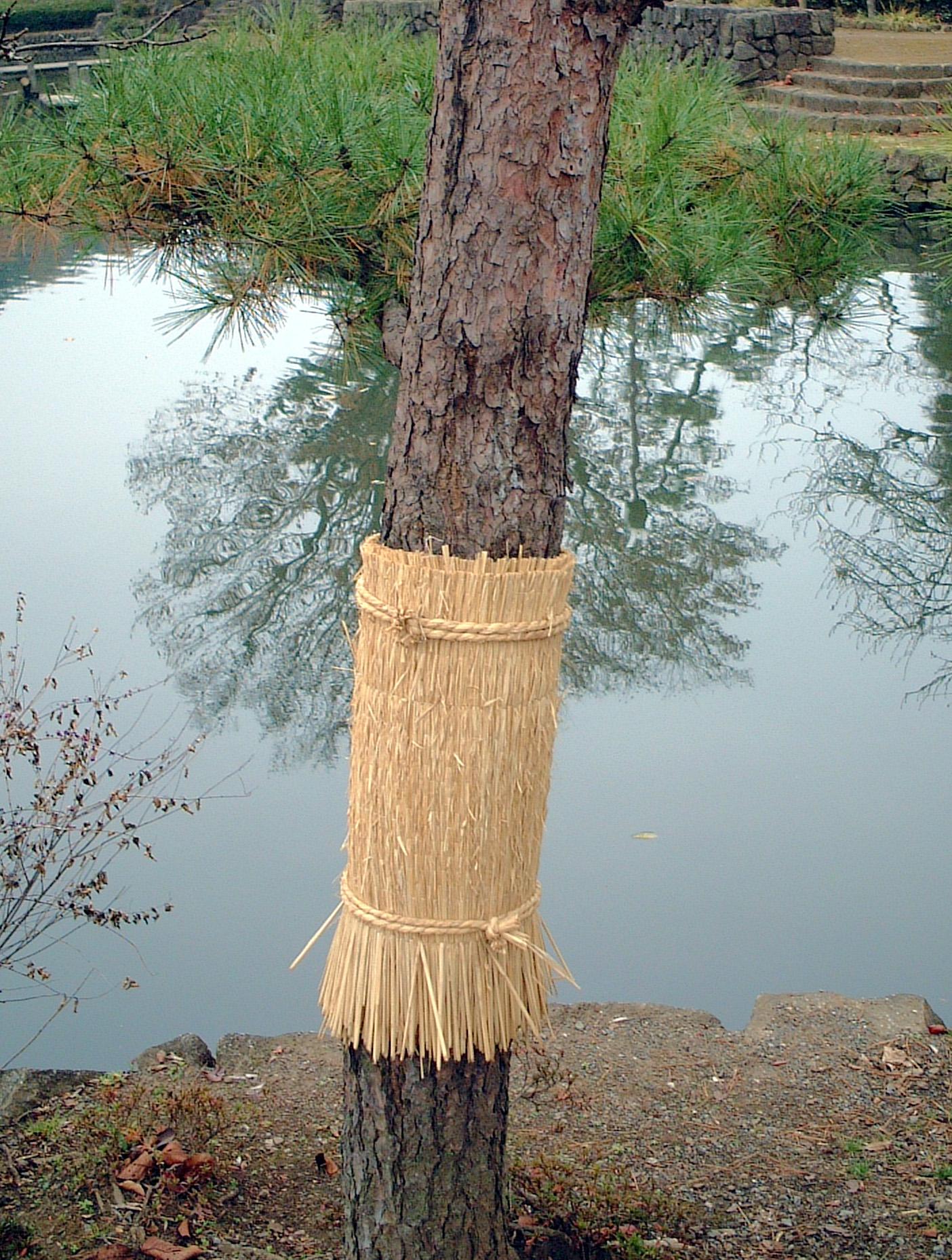
アカマツの幹に巻かれたこも巻き

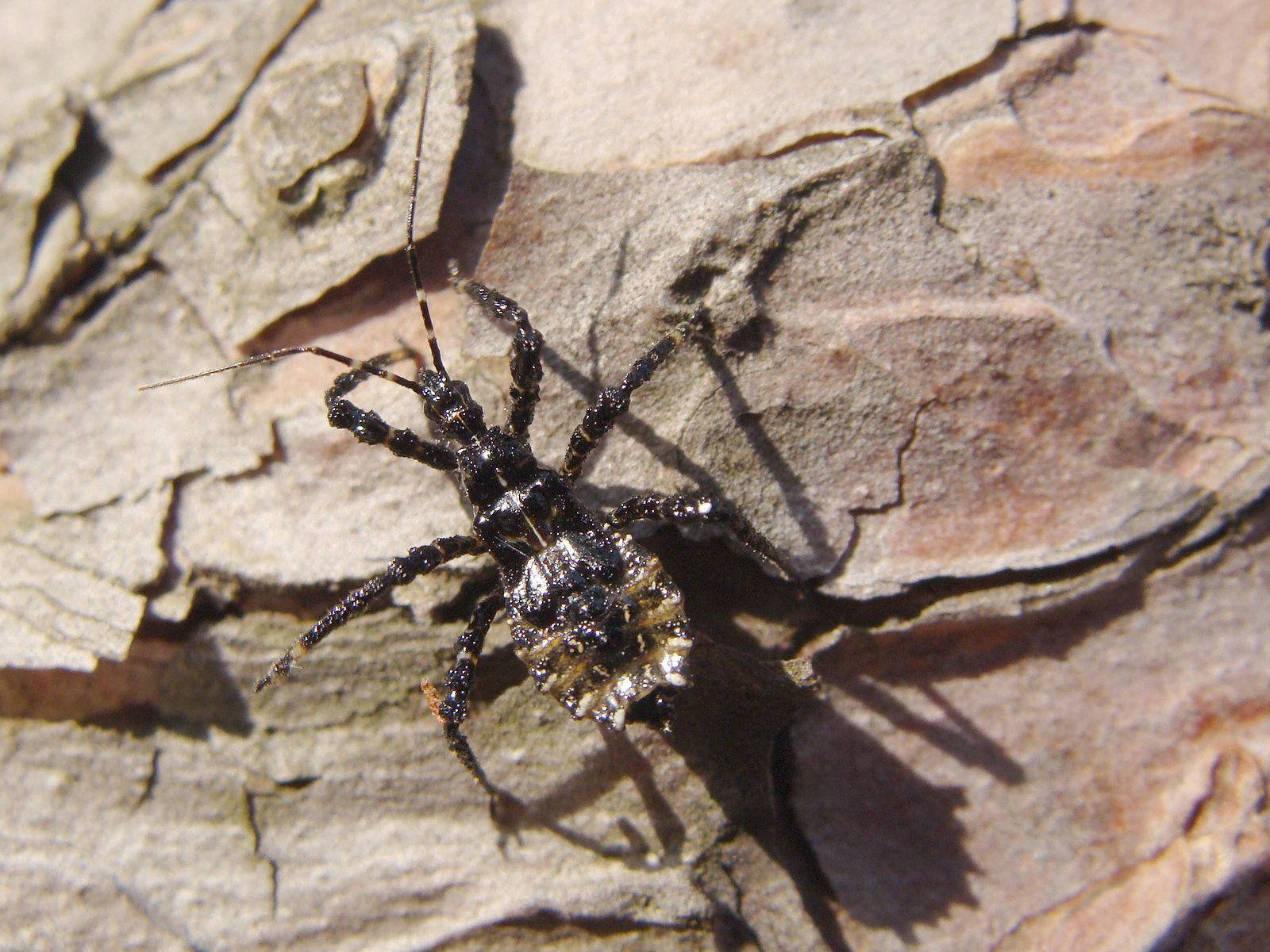
マツカレハの天敵となるヤニサシガメ幼虫

こも巻き（こもまき、菰巻き）とは、江戸時代から大名庭園で行われてきた害虫駆除方法で、マツカレハの幼虫（マツケムシ）を除去する方法のひとつ。

## 概要
マツカレハはアカマツ、クロマツ、チョウセンマツ、カラマツなどを食害する昆虫で、その幼虫は10月下旬頃になると樹幹から根際などの狭い場所に潜伏して越冬する習性をもつ。この越冬のために移動する習性を利用し、藁でできた菰（こも）をマツの幹に巻き付て呼び寄せ、春に藁ごと焼却処分する防除法である。
虫が入りやすいよう上部は緩く、下部はきつく結束するが、こもの設置には利休結びなど独特の結束技術が用いられる。
伝統的には二十四節気の霜降の頃に設置し、啓蟄の頃に取り外される。

## 効果の検証

### マツカレハの防除
こも巻きは本来は造園などの分野でマツカレハの防除法として行われてきた。この防除法の効果と問題点を、比較検証した研究としては、兵庫県立大学環境人間学部准教授の新穂千賀子らが、2002年（平成14年）から5年間かけて姫路城で行った調査があり、この研究結果によれば、こも巻きに捕まったマツカレハは僅かであり、対して害虫の天敵となるクモやヤニサシガメが大多数を占めた。
この「姫路城のマツのこも巻き調査」で以下の点が指摘された。
1. こもには益虫に越冬場所を提供して増やす効果があること[9]。
2. 害虫防除効果は僅かであること[9]。
3. こも外し作業の際の幹の点検が重要であること[9]。
4. こも巻きの昆虫調査は害虫モニタリングの一つの方法として有効であること[9]。

そして、こも巻きについて「活用の仕方によっては益虫を増やし、環境に負荷をかけない害虫防除法としての利点がある。しかし、益虫を集めて殺すことにならぬよう、こもの処理には十分な配慮が必要である。」としている。
もっともこの研究以前から、天敵や設置方法への配慮が必要との声は、古くから上がっており、天敵の捕殺の程度を検証し、害虫を効果的に選択するための研究も行われている。
そのため、宮内庁が管理している皇居外苑や京都御苑では、既に新穂らによる研究の20年以上前の1980年代から行われておらず、浜松市も2007年（平成19年）から廃止し、姫路公園でも例年行っていたが逆効果であることが分かったため、2015年（平成27年）12月から廃止した。

### 他の害虫への適用
アメリカシロヒトリの防除法に適用する研究が行われており、2023年（令和5年）8月30日に五稜郭保安林でこも巻きが行われた。同年12月26日に回収にしたところアメリカシロヒトリの蛹が多く潜り込んでおり、夏季の個体数の減少の方法として研究が続けられてる。